# 貴島善子

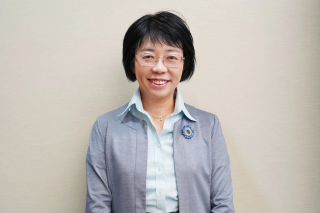
外務省より公表された公式肖像画像

貴島 善子（きじま よしこ、1967年〈昭和42年〉2月16日 - ）は、兵庫県出身の日本の外交官。
在オランダ大使館公使、在中華人民共和国大使館公使などを経て、2023年8月から在広州総領事を務める。

## 略歴
- 1990年3月　京都大学法学部卒業
- 1990年4月　外務省入省
- 2005年7月　在メキシコ日本国大使館 一等書記官
- 2007年1月　在メキシコ日本国大使館 参事官
- 2007年8月　在大韓民国日本国大使館 参事官
- 2009年2月　国際協力局多国間協力課人道支援室長
- 2009年7月　国際協力局国別開発協力第一課企画官
- 2009年7月　国際協力局政策課企画官 兼 国際協力局気候変動課（2010年7月）
- 2012年8月　国際協力局国別開発協力第三課長
- 2014年1月　在インドネシア日本国大使館 参事官
- 2015年12月　独立行政法人国際交流基金 総務部長
- 2018年3月　在オランダ日本国大使館 公使
- 2020年6月　在中華人民共和国日本国大使館 公使
- 2023年8月　在広州日本国総領事館 総領事

## 同期
- 麻妻信一（24年ナミビア大使）
- 新居雄介（24年イスラエル大使・22年国際情報統括官・21年国際情報統括官付兼総合外交政策局審議官）
- 伊従誠（23年シアトル総領事）
- 岩本桂一（24年領事局長）
- 遠藤和也（24年フィリピン大使・22年国際協力局長・21年総合外交政策局兼領事局審議官）
- 大隅洋（23年サンフランシスコ総領事）
- 小林麻紀（23年外務報道官・21年中南米局長・17年東京五輪組織委員会広報局長）
- 兒玉良則（23年ホノルル総領事）
- 徳田修一（24年在ロシア大使館公使・22年シドニー総領事）
- 野口泰（23年中南米局長・22年サンフランシスコ総領事・20年防衛省防衛政策局次長・17年サンパウロ総領事・15年宮崎県警察本部長）
- 山中修（24年シドニー総領事）